# Žižkov Television Tower
La Žižkov Television Tower o Torre della TV di Žižkov è una torre televisiva di 216 metri di altezza e pesante circa 2200 tonnellate sita a Praga, nella Repubblica Ceca.
La torre è famosa anche per la presenza di 10 sculture giganti di bambini, che si inerpicano sulla torre, create dall'artista Ceco David Černý.

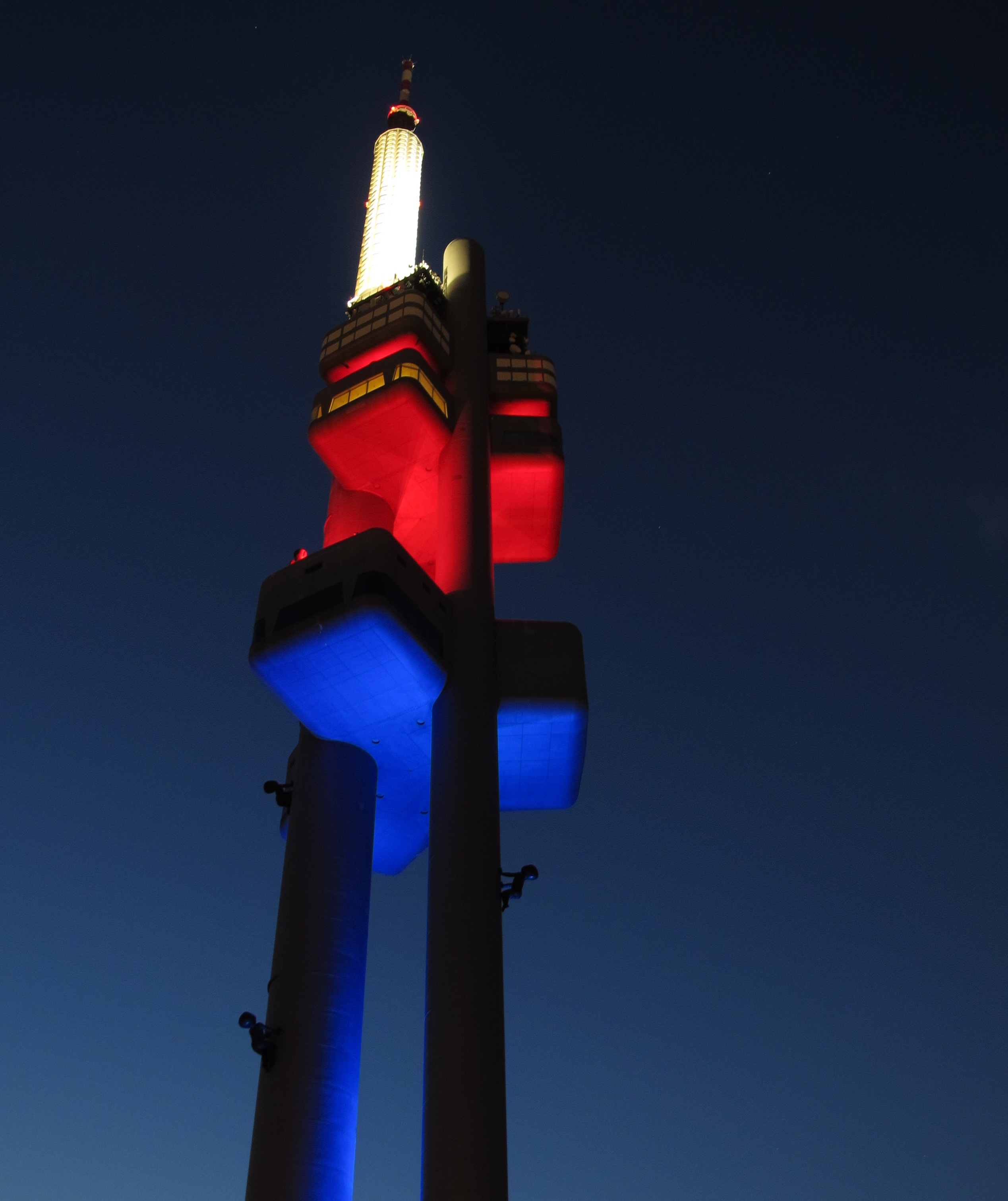
La torre vista di notte
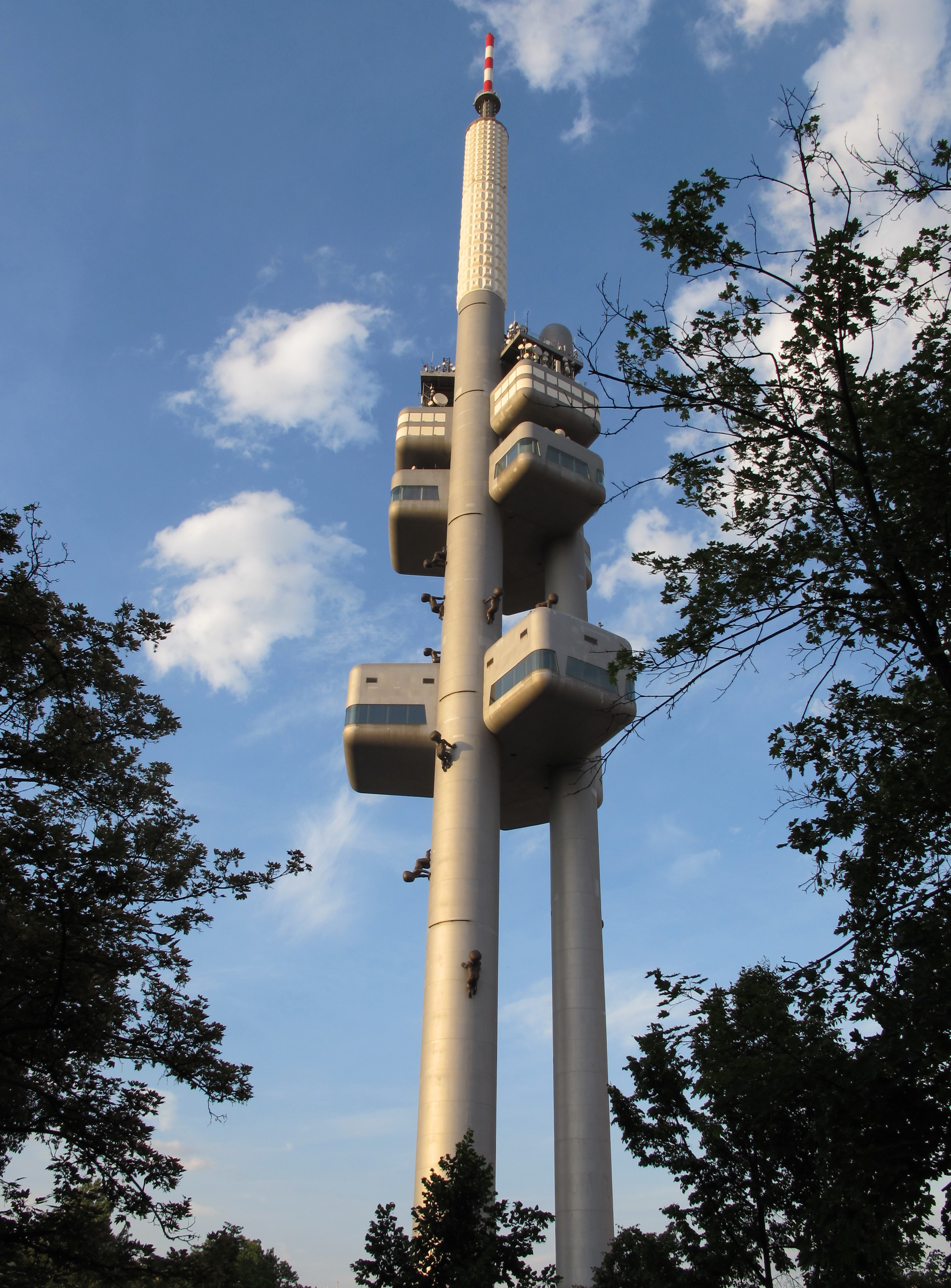
La torre con i bambini che salgono
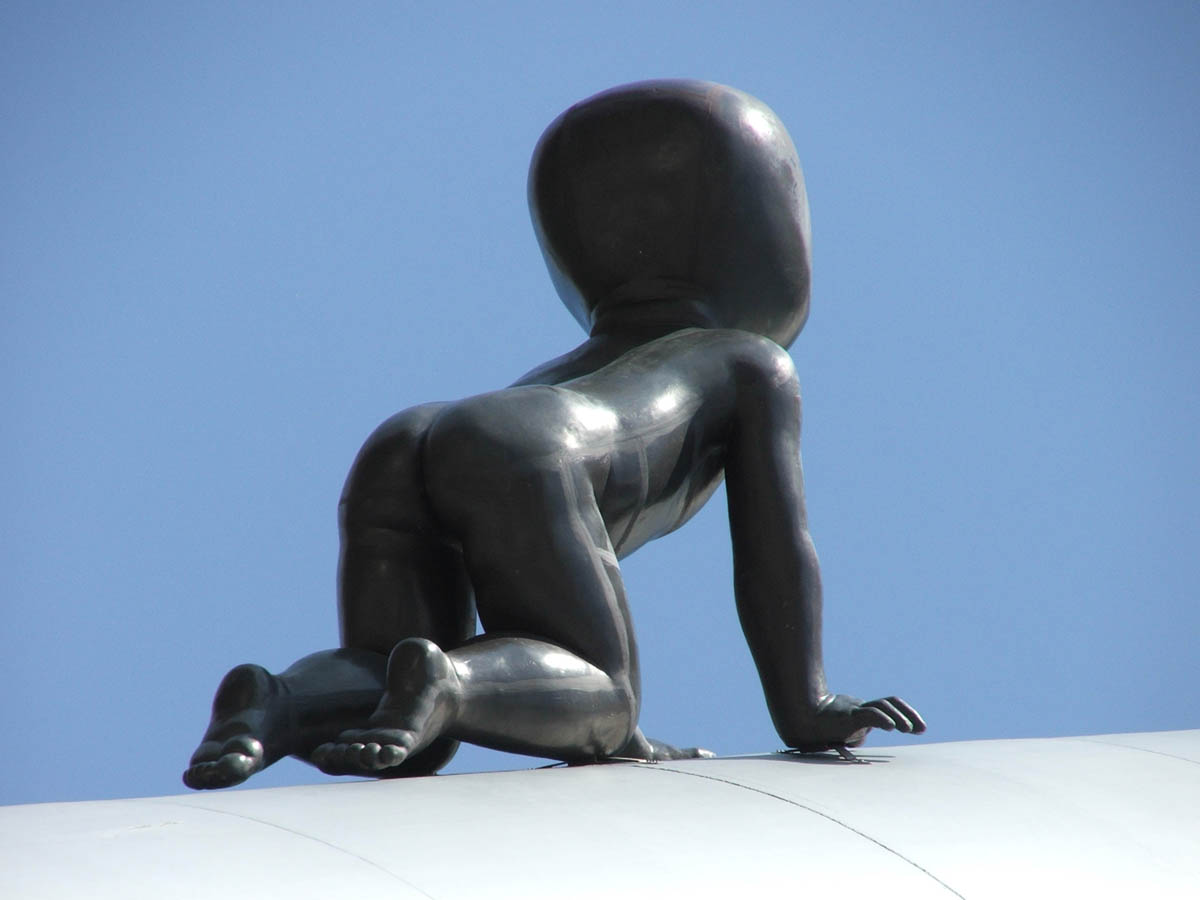
Un particolare di scultura di bimbo che scala torre
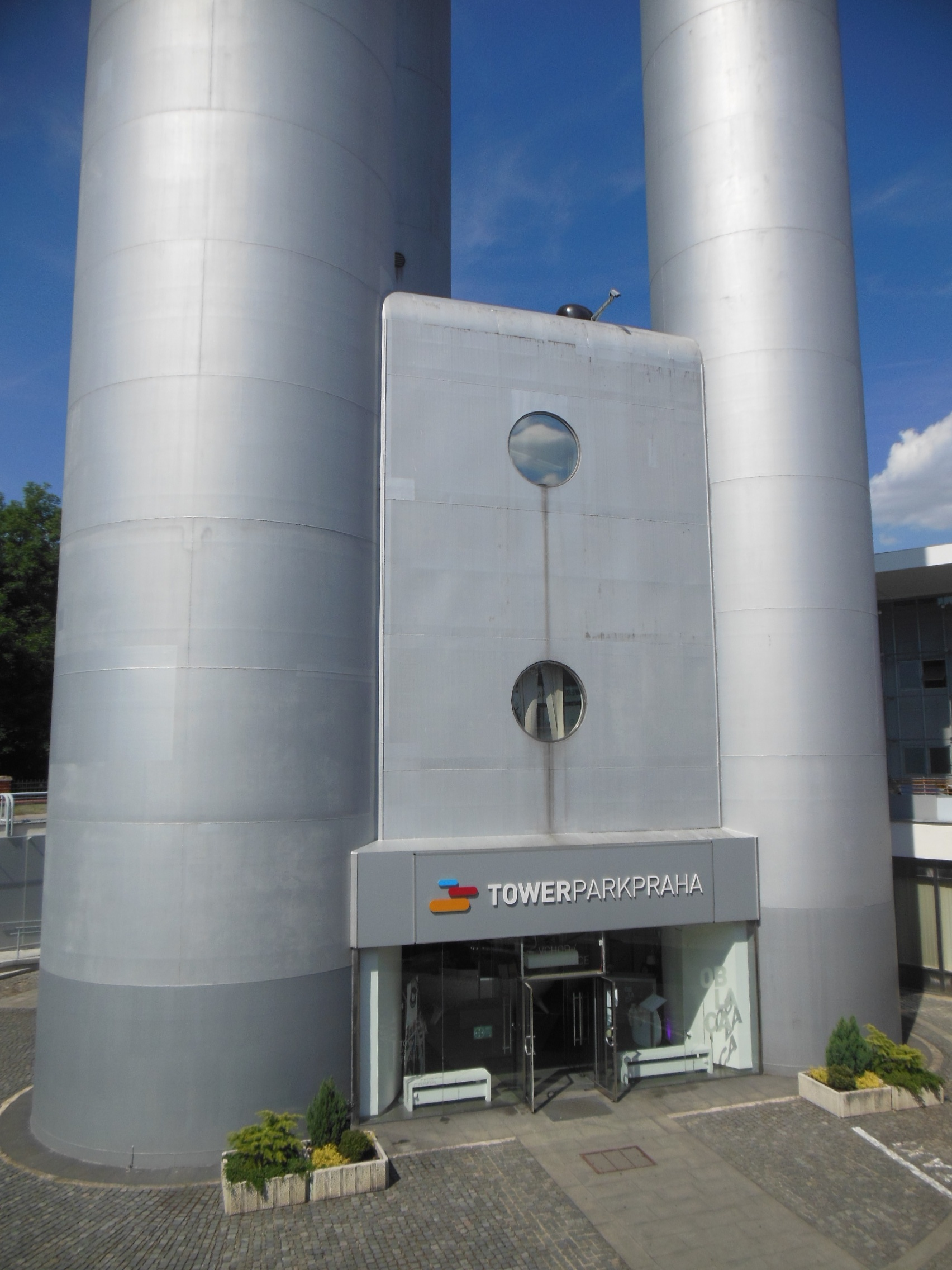
Ingresso
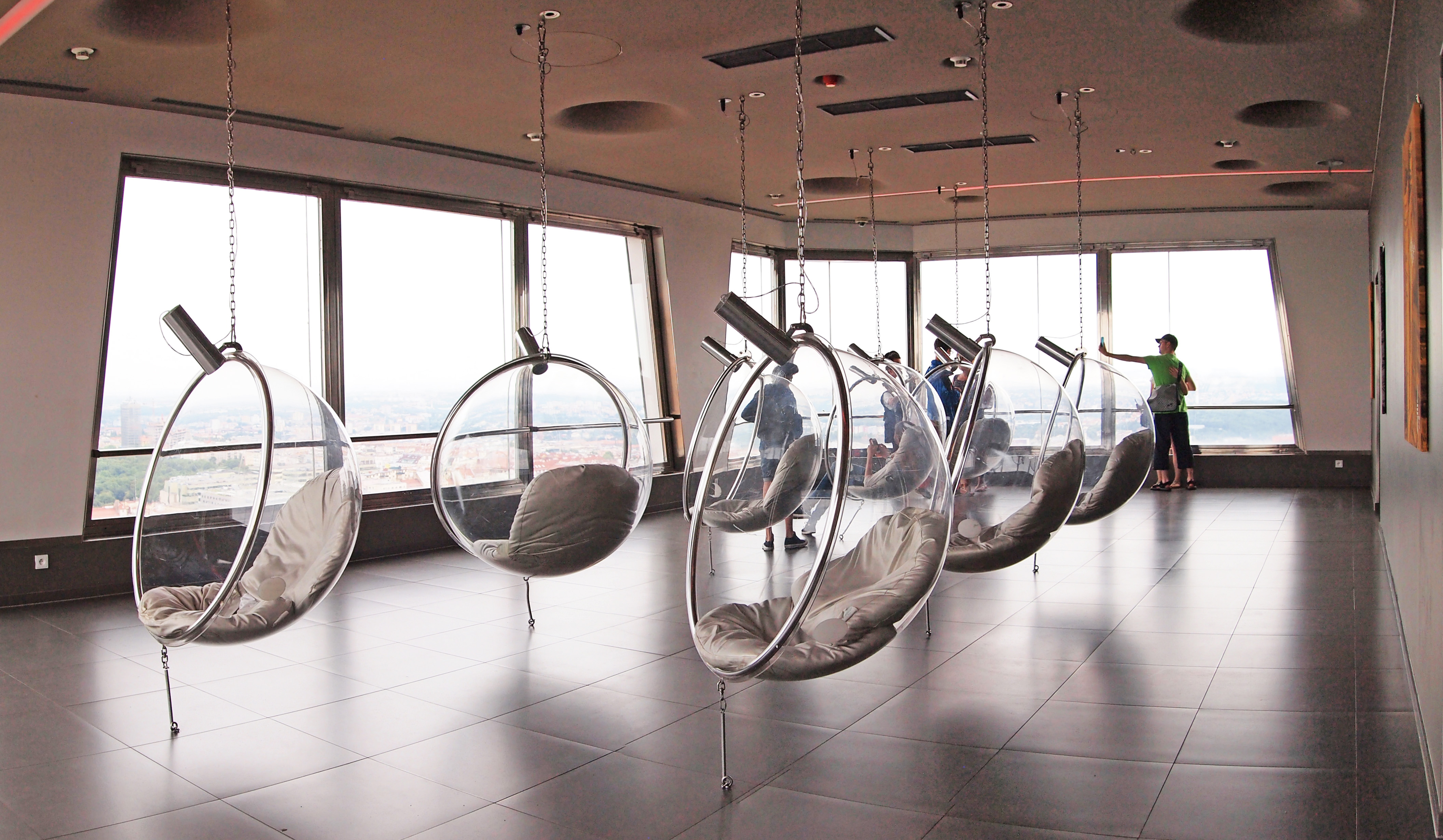
Stanza panoramica con le caratteristiche poltrone

Dalla piattaforma panoramica situata a 97 metri di altezza si ha una veduta a 360 gradi di Praga. 
La torre è l'edificio più alto della città, ed è aperta al pubblico tutti i giorni della settimana dalle 09:00 alle 24:00. 
Il prezzo di base per i turisti è 230 CZK, mentre quello ridotto è di 160 CZK, e quello familiare di 550 CZK.